# Moklište
Moklište (izvirno srbsko Моклиште) je naselje v Srbiji, ki upravno spada pod Občino Bela Palanka; slednja pa je del Pirotskega upravnega okraja.

## Demografija
V naselju živi 457 polnoletnih prebivalcev, pri čemer je njihova povprečna starost 58,1 let (55,3 pri moških in 61,0 pri ženskah). Naselje ima 227 gospodinjstev, pri čemer je povprečno število članov na gospodinjstvo 2,17.
To naselje je, glede na rezultate popisa iz leta 2002, večinoma srbsko.
|  |

| Demografija | Demografija     | Demografija     |
| Leto        | Št. prebivalcev | Št. prebivalcev |
| ----------- | --------------- | --------------- |
|             |                 |                 |
|             |                 |                 |
|             |                 |                 |
|             |                 |                 |
| 1948        | 2200            |                 |
| 1953        | 2132            |                 |
| 1961        | 1720            |                 |
| 1971        | 1374            |                 |
| 1981        | 1024            |                 |
| 1991        | 704             | 704             |
| 2002        | 498             | 492             |
|             |                 |                 |

| Etnična sestava po popisu iz leta 2002 | Etnična sestava po popisu iz leta 2002 | Etnična sestava po popisu iz leta 2002 | Etnična sestava po popisu iz leta 2002 | Etnična sestava po popisu iz leta 2002 |
| -------------------------------------- | -------------------------------------- | -------------------------------------- | -------------------------------------- | -------------------------------------- |
| Srbi                                   | Srbi                                   |                                        | 485                                    | 98,57%                                 |
| Romi                                   | Romi                                   |                                        | 3                                      | 0,60%                                  |
| Hrvati                                 | Hrvati                                 |                                        | 1                                      | 0,20%                                  |
| Neznano                                | Neznano                                |                                        | 2                                      | 0,40%                                  |